# Limenitis ethelda
Limenitis ethelda är en fjärilsart som beskrevs av William Chapman Hewitson 1867. Limenitis ethelda ingår i släktet Limenitis och familjen praktfjärilar. Inga underarter finns listade i Catalogue of Life.